# Пустынь (Арзамасский район)

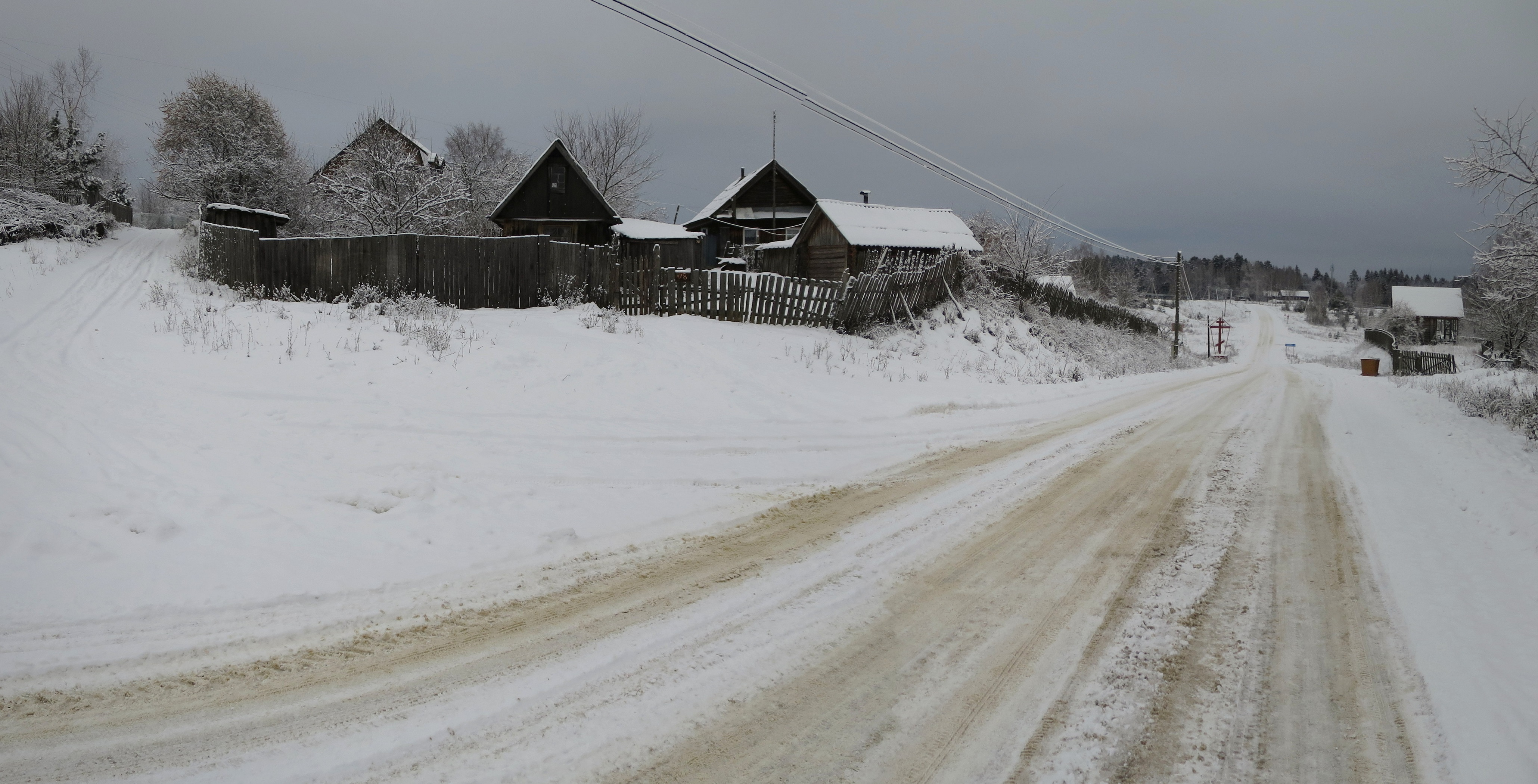
Центральная улица

Пу́стынь — село в Арзамасском районе Нижегородской области. Входит в состав Чернухинского сельсовета, население 594 жителя на 2009 год.

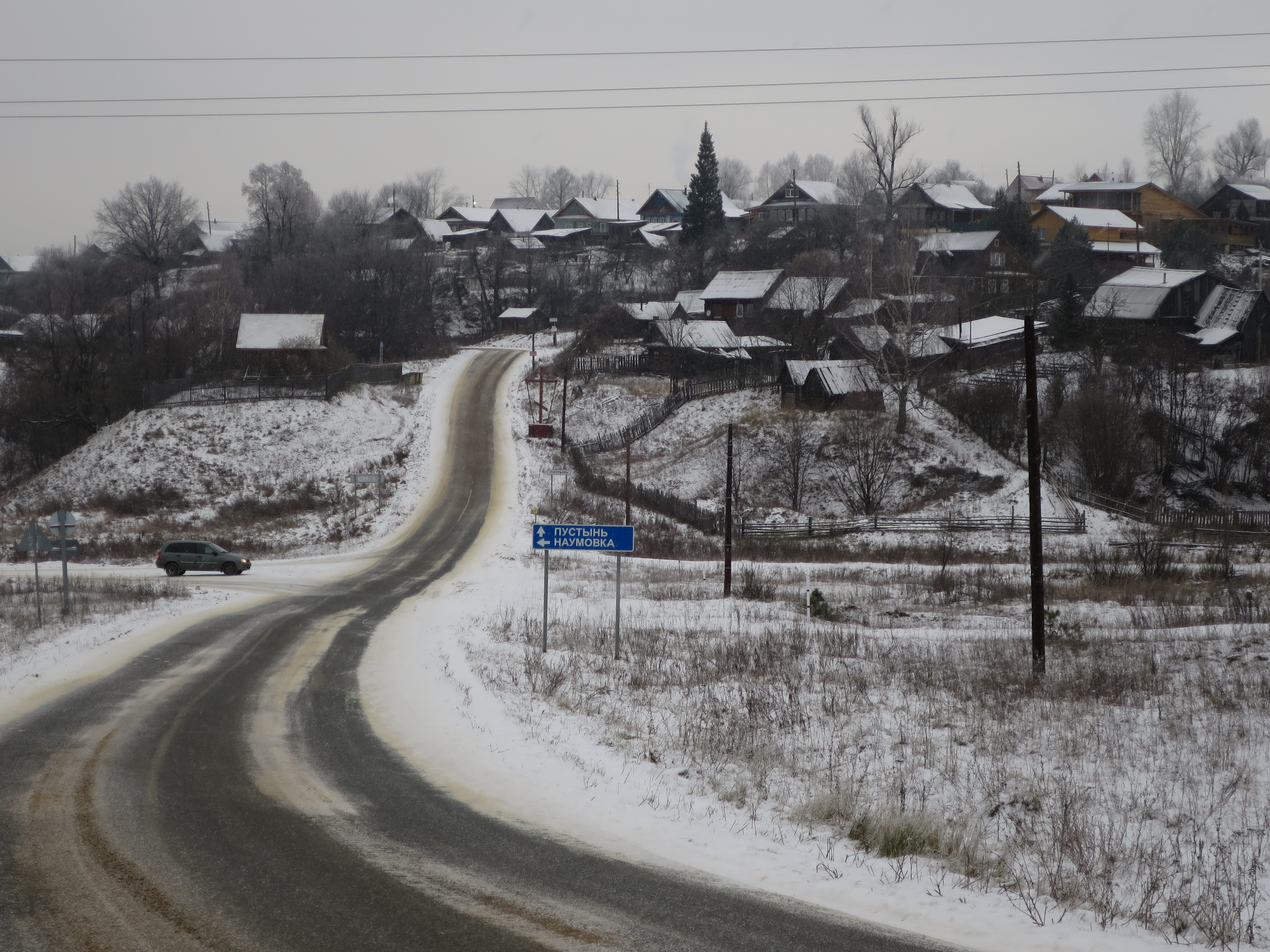
Село Пустынь Арзамасский район

Село располагается на севере района, примерно в 50 км от райцентра Арзамас, на правом берегу реки Серёжи, высота над уровнем моря 159 м. Село входит в территорию
Пустынского заказника. Ближайшие населённые пункты — Старая Пустынь в 2 км на северо-запад, Наумовка в 7 км на юго-запад и Пошатово в 6,5 км юго-восточнее.
В селе расположено отделение Почты России (индекс 607214), действует средняя школа, храм Успения Пресвятой Богородицы, в Пустыни 7 улиц и переулок:
- Ул. Красная
- Ул. Ленина
- Ул. Молодёжная
- Ул. Набережная
- Ул. Новая линия
- Ул. Советская
- Ул. Школьная
- Пер. Клубный

По ряду сведений, недалеко от поселка в 2013 году был обнаружен несанкционированный скотомогильник .
В 2017 году планируется газификация села, газ к населённому пункту был подведён ещё в 2016 году.
Рядом с селом находится действующая радиоастрономическая обсерватория НИРФИ "Старая Пустынь". 